# 清浄 (数)
清浄（せいじょう）は、10-21（10垓分の1）であることを示す漢字文化圏における数の単位である。「清」(せい)と「浄」(じょう)の2つに分ける場合もある。虚空の1/10に当たる。現実には使われない。
朱世傑『算学啓蒙』、程大位『算法統宗』、『御製数理精蘊』などの載せる最小の数の単位である。
メートル法のSI接頭語ではゼプト (z) に相当するが、現在の中国では音訳して「仄(zè)」（中国）または「介(jiè)」（台湾）と呼ぶ。